# Panni (Apulien)
Panni ist eine italienische Gemeinde mit 682 Einwohnern (Stand 31. Dezember 2023) in der Provinz Foggia in Apulien.

## Geographie
Der Ort liegt etwa 35 km südsüdwestlich von Foggia auf 801 m s.l.m. in den sogenannten Bergen der Daunia, benannt nach dem Volk der Daunier, im zum südlichen Apennin gehörenden kampanischen Apennin. Panni wurde auf der Bergkuppe des Monte Sario auf der orographisch rechten Talseite des vom Cervaro durchflossenen gleichnamigen Tales errichtet.

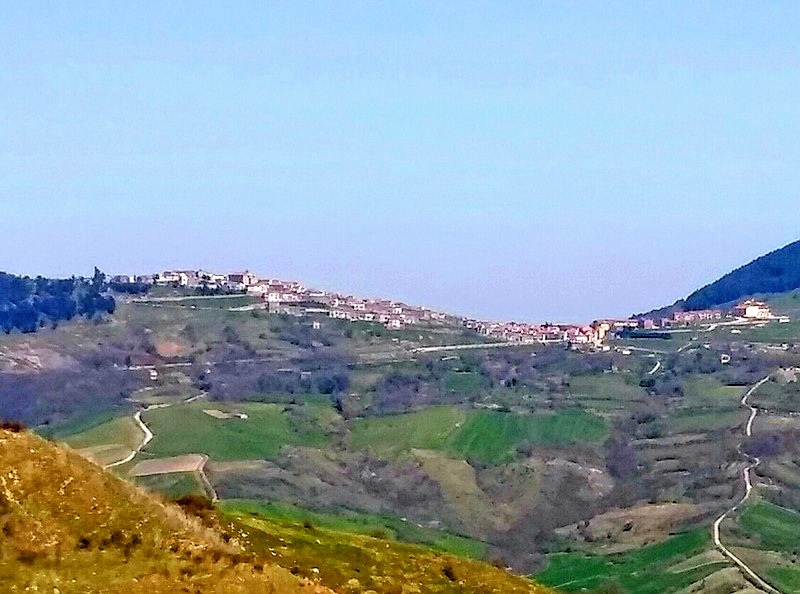
Panni von der Hochfläche von Ferrara aus

## Geschichte
Der Ort wurde als Panna erstmals im 1. Jahrhundert vor Christus von Strabon erwähnt, als er im Bundesgenossenkrieg zerstört wurde. Der Name leitet sich vom Hirtengott Pan ab und weist auf die ursprünglich als Hirten tätigen Einwohner hin. Plinius der Ältere beschrieb ihn als ein Ort der Hirten und Bauern.